# Lara Magoni
Lara Magoni, italijanska alpska smučarka, * 29. januar 1969, Alzano Lombardo, Italija.
Nastopila je na treh olimpijskih igrah, najboljšo uvrstitev je dosegla leta 1994 s sedmim mestom v veleslalomu. Na svetovnih prvenstvih je nastopila štirikrat in v slalomu leta 1997 osvojila srebrno medaljo. V svetovnem pokalu je tekmovala deset sezon med letoma 1990 in 1999 ter dosegla eno zmago in še štiri uvrstitve na stopničke. V skupnem seštevku svetovnega pokala je bila najvišje na sedemnajstem mestu leta 1997, ko je bila tudi četrta v slalomskem seštevku.